# Acropsilus niger
Acropsilus niger är en tvåvingeart som först beskrevs av Friedrich Hermann Loew 1869.  Acropsilus niger ingår i släktet Acropsilus och familjen styltflugor. Arten är reproducerande i Sverige. Inga underarter finns listade i Catalogue of Life.